# Història de Groenlàndia
La història de Groenlàndia, l'illa més gran del món, és la història de la subsistència sota les extremes condicions de vida en el clima àrtic: una capa de gel cobreix el 84% de la superfície de l'illa, restringint l'activitat humana a les costes. Groenlàndia era desconeguda a Europa fins al segle x, quan va ser descoberta per vikings d'origen noruec que poc de temps abans s'havien assentat a Islàndia. Abans d'aquest «descobriment», Groenlàndia ja havia estat habitada per pobles àrtics, encara que durant l'arribada viking s'havia deshabitat. Els avantpassats directes dels moderns inuit hi van arribar l'any 1200. Els inuit van ser l'únic poble que va habitar l'illa durant segles, però, basant-se en l'antiga colonització, Dinamarca va reclamar el territori i el va colonitzar a partir del segle xviii. Va obtenir així diversos privilegis, tals com el monopoli comercial.
Durant la Segona Guerra Mundial, Groenlàndia es va separar de fet, tant socialment com econòmica, de Dinamarca, i s'acostà més als Estats Units i al Canadà. Després de la guerra, el control de l'illa va tornar a Dinamarca, millorant, però, el seu estatus colonial, i encara que Groenlàndia encara forma part del Regne de Dinamarca, és autònoma des de 1979. L'illa és l'únic territori que ha deixat la Unió Europea, si bé té l'estatus d'estat associat.

## Pobles paleoesquimals

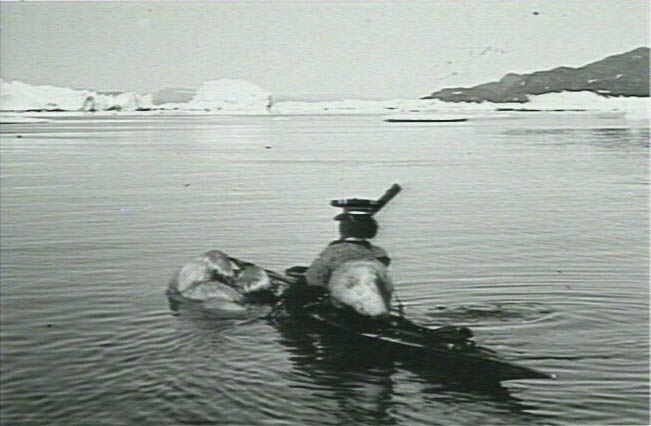
Caçador inuit d'ossos polars, 1904

La prehistòria de Groenlàndia és una història d'onades repetides d'immigració paleoesquimal o inuit provinents de les illes del nord de Nord-amèrica. En ser un dels llocs geogràfics més extrems de l'extensió cultural d'aquests pobles, les seves vides es trobaven en perill constant i les cultures van néixer i morir amb el pas dels segles. Dels períodes abans de l'exploració escandinava del territori groenlandès, l'arqueologia només pot donar temps aproximats:
- La cultura saqqaq: del 2500 al 800 aC, al sud de Groenlàndia
- La cultura independència I: del 2400 al 1300 aC, al nord de Groenlàndia
- La cultura independència II: del 800 a l'1 aC, a l'extrem nord de Groenlàndia
- La cultura dorset primitiva o dorset I: del 700 aC al 200 dC, al sud de Groenlàndia

És un consens dels historiadors que, després del col·lapse de la cultura dorset primitiva, l'illa va romandre deshabitada per diversos segles.

## Assentament nòrdic

### Prosperitat
Durant la dècada del 980, els vikings van realitzar els primers descobriments europeus de Groenlàndia i, en trobar-ne la terra deshabitada, es van assentar a la costa est. El nom de Groenlàndia (Grønland) es va originar per aquesta colonització i és atribuïda a Eric el Roig; actualment els inuit l'anomenen Kalaallit Nunaat, 'La nostra Terra'. Hi ha hagut diverses especulacions i teories sobre el significat del nom de Grønland que en català es traduïx com a 'Terra Verda'. Alguns historiadors han argumentat que les costes de l'illa eren literalment verdes aleshores per causa del clima càlid òptim medieval, que permetia que els colons vikings hi establissin una economia agrària. D'altres han especulat que el nom era part d'un esforç promocional per atreure-hi més colons. No obstant això, es creu que les condicions de la Groenlàndia del segle x eren molt més favorables i hospitalàries que avui dia.
Erik el Roig s'havia exiliat d'Islàndia per un període de tres anys per un assassinat i va navegar cap a Groenlàndia, explorant les costes i reclamant el territori com a propi. Després va retornar a Islàndia per portar-ne més colons per assentar-se a Groenlàndia. La data de l'establiment de la colònia, d'acord amb les sagues nòrdiques, seria el 985, quan 25 vaixells van salpar amb Eric el Roig, encara que només 14 van arribar-ne a Groenlàndia. Aquesta data ha estat confirmada aproximadament per les proves de radiocarboni de les restes d'alguns artefactes del primer assentament a Brattahlid (avui dia Qassiarsuk), les quals van donar una data del voltant del 1000. D'acord amb la llegenda, també seria l'any 1000 quan el fill d'Eric, Leif Eriksson, va salpar de Groenlàndia per descobrir Vinland (que avui dia es pensa que era ubicada a Terranova).
La colònia viking de Groenlàndia va tenir una població entre els 3.000 i 5.000 habitants inicialment en dos assentaments, dels quals l'oriental en seria major que l'occidental. S'han trobat restes d'almenys 400 granges. Aquesta seria una colònia de grandària considerable (la població actual de Groenlàndia és només de 56.000 habitants) i comerciava marfil dels ullals de les morses, sogues, ovelles, foques i cuir de bestiar, d'acord amb un relat del segle xiii. El comerç de bacallà sec hi hauria estat possible també. La colònia depenia força d'Europa (d'Islàndia i Noruega) per obtenir-ne eines de ferro, fusta (especialment per a la construcció de vaixells), aliments suplementaris, i per a enfortir els contactes socials i religiosos. Els vaixells comercials d'Islàndia viatjaven cap a Groenlàndia cada any i hi romanien durant l'hivern.
El 1126 es va fundar una diòcesi a Garðar (avui dia Igaliku). Estava sobre la jurisdicció de l'arxidiòcesi noruega de Nidaros (avui dia Trondheim); s'han trobat cinc esglésies de la Groenlàndia viking en les restes arqueològiques. El 1261 la població va acceptar el govern del Regne de Noruega, encara que va continuar amb la seva pròpia llei. El 1380 el Regne de Noruega es va unir amb el Regne de Dinamarca.

### Declivi

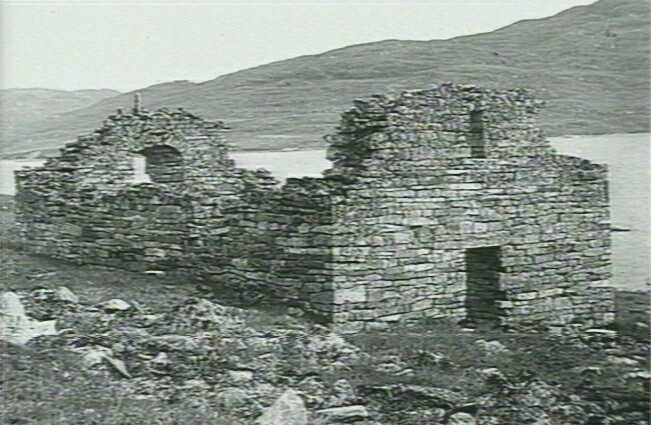
Els últims registres escrits dels vikings provenen d'un matrimoni el 1408 a l'església de Hvalsey, les ruïnes nòrdiques més conservades a Groenlàndia

Després d'aquest període de prosperitat, els assentaments escandinaus van decaure durant el segle xiv. L'assentament occidental va ser abandonat al voltant del 1350. El 1378 Garðar ja no tenia bisbe. Després del 1408, data en què hi seria registrat un matrimoni, cap registre escrit esmenta els colons. És probable que l'assentament oriental fos abandonat a finals del segle xv, encara que no se n'ha establert cap data específica pels historiadors.
Hi ha diverses teories sobre les causes del col·lapse dels assentaments de Groenlàndia. S'han suggerit els factors següents: canvis ambientals, canvis climàtics, veïns hostils, pèrdua del contacte i incapacitat per adaptar-se als canvis. Alguns nous estudis suggereixen que la colònia era més rica del que es pensava i que, per tant, els habitants no van morir de fam, com es creia, sinó que havien estat atacats pels nouvinguts inuits o per altres europeus, o que havien abandonat voluntàriament les colònies per retornar a Islàndia o per establir-se a Vinland.

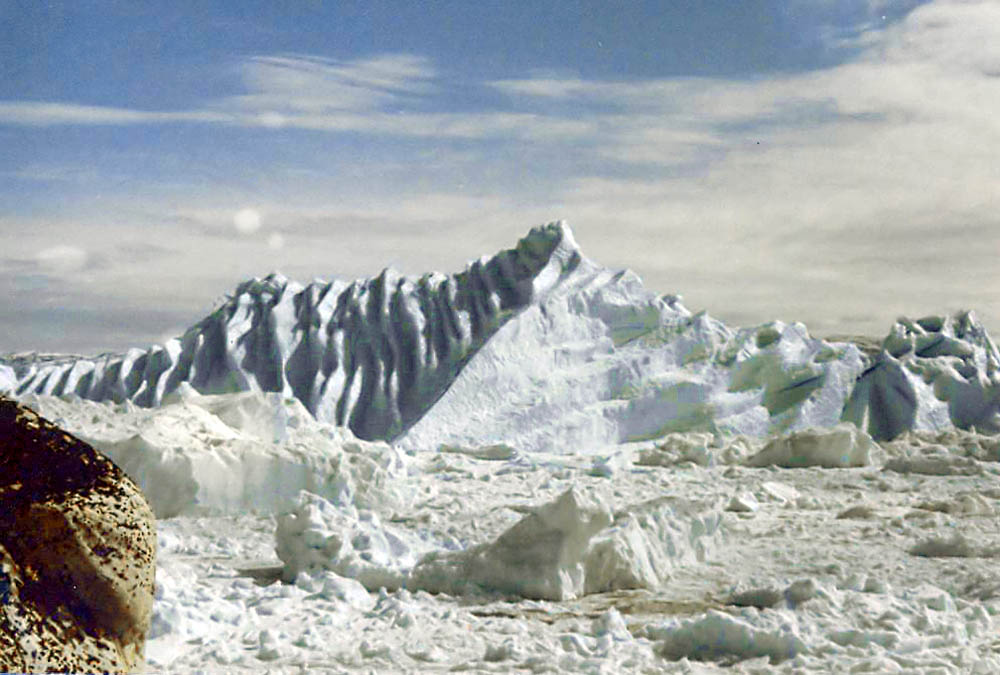
Fiords de Groenlàndia

Els canvis ambientals i climàtics han estat presentats com una de les teories més probables, atès les condicions inhòspites de l'illa. El clima de Groenlàndia era més fred que no pas a Islàndia i a Noruega. El corrent fred de la costa occidental de Groenlàndia fluïx des de l'Àrtic produint llargs hiverns. No obstant això, el clima va canviar any darrere any. Hi havia poca vegetació i els colons lluitaven contra l'erosió i la desforestació. La majoria dels colons van recórrer al pasturatge i a la caça.
El període càlid medieval va produir un clima menys fred a Groenlàndia del 800 al 120. No obstant això, el 1300, el clima va començar a refredar-se, i la Petita Edat de Gel va arribar a nivells intensos a Groenlàndia el 1420. Les mostres dels ossos dels cementeris nòrdics de Groenlàndia confirmen que els animals migratoris en la dieta dels colons van augmentar del 20% al 80%; en disminuir les temperatures, hi havia menys oportunitats de cultivar farratge per al bestiar.
A diferència d'Islàndia, que era completament deshabitada abans de l'arribada dels nòrdics, a Groenlàndia també vivien els inuit. Aquests inuit eren els successors de la cultura dels dorset que van immigrar cap al sud fins a entrar en contacte amb els nòrdics poc després del 1150. Hi ha poques proves que indiquen que les dues cultures col·laboraven; això no obstant, els historiadors creuen que els nòrdics utilitzaven el terme skraeling per a referir-se als inuit, que significa 'miserables', en l'antic nòrdic. Els annals islandesos són una de les poques fonts que confirmen l'existència del contacte entre els nòrdics i els inuit, així com les llegendes orals sobre els inuit entre els nòrdics. L'evidència arqueològica també ha mostrat que el 1300 els inuit havien expandit els seus assentaments als fiords de l'assentament nòrdic occidental. Per al 1325 els nòrdics ja havien abandonat aquest assentament.
Una altra teoria suggereix que la població nòrdica va desaparèixer a causa de la pesta negra, però no hi ha cap prova concreta que indiqui que això sigui una possibilitat. Finalment, una altra teoria suggereix que els colons van abandonar Groenlàndia voluntàriament atès que no es van adaptar a les condicions canviants.

## Cultura dorset tardana ithule

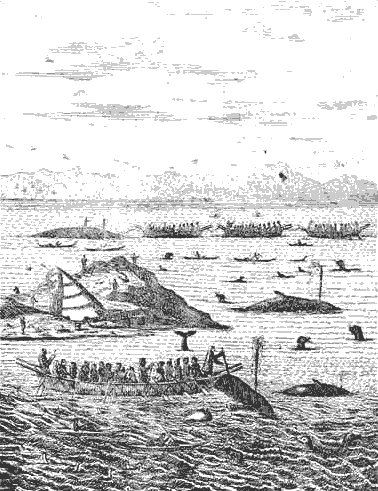
Balleners thule

Els nòrdics probablement no van ser els únics a establir-se a Groenlàndia; una immigració d'un poble àrtic de l'oest, el poble dorset tardà, els va antecedir. No obstant això, la seva cultura es va limitar a l'extrem nord-oest de Groenlàndia, lluny dels vikings que vivien a les costes del sud. L'evidència arqueològica indica que aquesta cultura precedí la cultura vikinga per poc de temps. Va desaparèixer al voltant del 1300, al mateix temps que els assentaments nòrdics d'occident. A la regió d'aquest poble, hi ha evidència arqueològica d'assentaments de 4 a 30 famílies que s'hi establien abans de moure's a un altre lloc com a part dels seus moviments cíclics.
El 1200 una altra cultura àrtica –els thule– van arribar-hi de l'oest: havien sortit 200 anys abans d'Alaska. Es van assentar al sud de la regió de la cultura dorset tardana i es van estendre sobre les àrees vastes de les costes occidentals i orientals. Aquest poble, antecessor directe dels inuit moderns, eren flexibles i es dedicaven a la caça de gairebé tots els animals de la terra o l'oceà. Acostumaven a emmagatzemar grans quantitats d'aliments, que els permetien sobreviure a la fam de l'hivern. Els primers thules evitaven les latituds altes, les quals no serien poblades sinó fins a l'arribada d'una nova onada migratòria canadenca al segle xix.
La naturalesa del contacte entre els thule, dorset i els nòrdics no és clara, però probablement comerciaven entre ells. El nivell de contacte és un tema molt debatut entre els historiadors; probablement incloïa comerç amb els thule i dorsets del Canadà. No obstant això, no s'ha trobat cap artefacte o bé d'origen viking als jaciments arqueològics thule i dorset, llevat d'artefactes "exòtics". Algunes històries parlen de conflictes entre ells i segrests. Aquests conflictes són una teoria sobre la desaparició de la cultura nòrdica i de la dorset tardana. Malgrat això, seria la cultura thule, antecessora dels inuit actuals, la que hi sobreviuria i s'hi adaptaria.

## Colonització danesa
El 1536 Dinamarca i Noruega es van unir oficialment. Groenlàndia va ser considerada una dependència danesa i no pas noruega. Fins i tot després de la ruptura del contacte amb la colònia, el rei danès recalamava el senyoriu sobre l'illa. Durant la dècada de 1660, es va incloure l'os polar en l'escut d'armes danès per indicar-ne la possessió. Al segle xvii la caça de balenes va portar-hi vaixells anglesos, neerlandesos i alemanys; les balenes serien processades a les costes, però no s'hi va produir cap assentament permanent. El 1721 una expedició mercantil i clerical va ser encapçalada pel missioner noruec Hans Egede, i enviada a Groenlàndia, sense saber si havia sobreviscut la civilització nòrdica; i preocupats que si encara eren catòlics 200 anys després de la Reforma protestant, o fins i tot per si havien abandonat el cristianisme. Aquesta expedició pot ser considerada com a part de la colonització danesa d'Amèrica. Amb el temps, Groenlàndia es va obrir al comerç amb empreses daneses i es va tancar a la resta del món. Aquesta nova colònia tenia la capital a Godthåb ('Bona Esperança') a la costa sud-oest. Alguns inuit que vivien prop de les estacions de comerç es van convertir al cristianisme.
En separarse Noruega de Dinamarca el 1814 després de les guerres napoleòniques, les colònies, incloent-hi Groenlàndia, van romandre sota el control danès. Durant el segle xix es va convertir en centre d'interès per als exploradors polars i científics com ara William Scoresby i Knud Rasmussen. Al mateix temps, la colonització danesa es va afermar i les activitats missioneres hi van reeixir. El 1861 es va fundar el primer periòdic en llengua groenlandesa. Només els colons danesos se sotmetien a la llei danesa.
Al començament del segle xix, Groenlàndia no era habitada per sobre els 81° de latitud nord; només s'hi establien temporalment els grups de caçadors. Durant aquest segle, però, noves famílies inuit van immigrar del Canadà i s'hi van establir. L'últim grup migratori del Canadà va arribar-hi el 1864. Al mateix temps, la regió oriental de l'illa es va despoblar en empitjorar les condicions econòmiques.
Es van realitzar les primeres eleccions democràtiques per elegir els integrants de les assemblees de districte el 1862 i 1863, encara que no es va establir cap assemblea única per a tota la nació. El 1911 es van incorporar dos Landstings o consells, un per al nord de Groenlàndia i un altre pel sud, que es fusionarien el 1951. No obstant això, al començament del segle xx la majoria de les decisions eren preses a Copenhaguen, on els groenlandesos no tenien representació.

## Importància estratègica

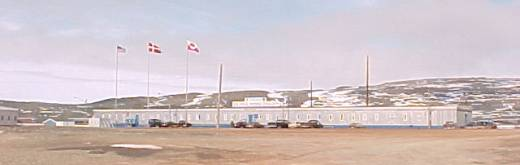
Base aèria Thule

Quan Noruega va aconseguir la independència completa el 1905, no va acceptar la sobirania danesa sobre Groenlàndia, que era una possessió noruega que passaria a mans daneses el 1814. El 1931, el balener noruec Hallvard Devold va ocupar les regions deshabitades de l'est de Groenlàndia, per iniciativa pròpia. Després, el govern noruec va donar suport a l'ocupació. Dos anys després, però, la Cort Permanent de Justícia va fallar a favor dels danesos, resolució que Noruega va acceptar i es retiraria.
Durant la Segona Guerra Mundial, quan Alemanya va estendre les seves operacions de guerra cap a Groenlàndia, Henrik Kauffman, l'ambaixador danès als Estats Units, que havia rebutjat acceptar l'ocupació alemanya de Dinamarca, va signar un tractat amb els Estats Units el 9 d'abril, 1941, per donar a les forces armades nord-americanes l'autorització per establir estacions militars a Groenlàndia. Atès les dificultats del govern danès per a governar l'illa durant la guerra, i atès les reeixides exportacions minerals, Groenlàndia es va aprofitar d'un estatus d'autonomia. Per mitjà del comerç rebien mercaderia dels Estats Units i el Canadà per sobreviure sense el contacte danès.
Durant la Guerra Freda Groenlàndia tenia una importància estratègica, per controlar el passatge entre els ports àrtics soviètics i l'oceà Atlàntic; seria també una base per a l'observació de l'ús dels míssils balístics intercontinentals, que es temia que passessin a través de l'Àrtida, la ruta més curta. Els Estats Units, interessats en aquesta posició estratègica, van reemplaçar el tractat de Kauffman per un altre. La base aèria nord-americana Thule (avui dia Qaanaaq) al nord-oest es convertiria en base permanent. El 1953 algunes famílies inuit van ser forçades pel govern danès a abandonar les seves llars per desocupar l'espai necessari per a l'extensió de la base. Per aquesta raó, la base ha estat un punt de fricció entre el govern danès i el poble groenlandès. Les friccions es van incrementar el 21 de gener, 1968 quan un bombarder Boeing B-52 Stratofortress, que portava quatre bombes d'hidrogen, es va estavellar prop de la base deixant escapar grans quantitats de plutoni sobre el gel. Encara que es va recuperar el plutoni, els inuit encara parlen de les deformacions produïdes en els animals.

## Govern local

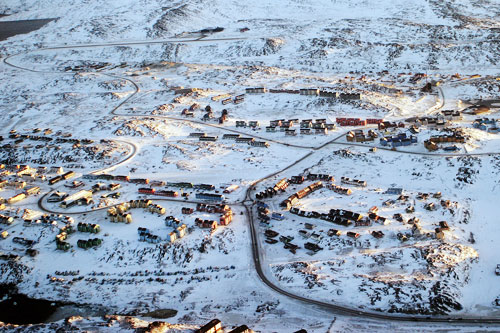
Nuuk des de l'aire

L'estatus colonial de Groenlàndia va canviar el 1953, data en què es va convertir en part integral del Regne danès com a província, amb representació en el Folketing. Dinamarca també va començar un programa per proveir servei de sanitat i educació per als groenlandesos. A causa d'això, la població es va començar a concentrar en pobles i ciutats. Atès que la majoria dels habitants eren pescadors, van tenir dificultats per aconseguir una feina als pobles, i aquests moviments migratoris van contribuir a l'increment de la taxa d'atur i altres problemes socials que Groenlàndia hauria d'afrontar després.
En participar Dinamarca en la cooperació europea i convertir-se en membre ple de la Unió Europea, la fricció amb la colònia es va incrementar. Els groenlandesos sentien que la unió duanera europea afectaria el seu comerç que es realitzava principalment amb països no europeus, com ara els Estats Units i el Canadà. Després que Dinamarca, i Groenlàndia com a part d'ella, s'unís a la Unió Europea el 1973 (malgrat la votació en contra de l'adhesió del 70,3% en el referèndum groenlandès), molts habitants sentien que la seva representació a Copenhaguen no era prou, i els partits locals van començar pressionar per l'autonomia. El Folketing la va concedir el 1978, la qual començaria el 1979. Així doncs, l'any 1979 es va redactar un estatut per Groenlàndia, en què s'atorgava a aquest territori un parlament i un govern propis, així com plenes competències en matèria de salut, educació o serveis socials.
El 23 de febrer de 1982 el 53% dels danesos van votar a favor de sortir de la Comunitat Europea, la qual cosa seria efectiva el 1985, això convertí Groenlàndia en l'únic país a fer-ho. L'any 1982 les exigències de la política pesquera de la Comunitat Econòmica Europea (CEE) van generar un conflicte d'interessos i Groenlàndia va convocar un referèndum en el qual un 53% dels groenlandesos va votar deixar de formar part de la CEE. Dinamarca no es va oposar als resultats electorals de la consulta popular i va donar llum verda a la sortida de Groenlàndia, però la normativa europea encara no preveia aquesta possibilitat i alguns estats membres de la UE no hi estaven d'acord. No va ser fins a l'any 1985 que Groenlàndia va assolir l'estatut d'estat associat de la Unió Europea, del qual encara es beneficia.
El govern autònom de Groenlàndia es considera una nació inuit. Els noms geogràfics danesos van ser reemplaçats per noms groenlandesos (inuit). El centre de la civilització danesa de l'illa, Godthåb, es va convertir en Nuuk, la capital del país quasi sobirà. El 1985 es va establir una bandera groenlandesa amb els colors de la bandera danesa. No obstant això, el moviment per la independència plena encara és dèbil.
Les relacions internacionals, abans un afer danès, ara són un afer groenlandès. Després de sortir de la Unió Europea, Groenlàndia va signar un acord especial amb la Unió Europea i es va afiliar a altres organitzacions amb Islàndia i les illes Fèroe així com amb els pobles inuit del Canadà i Rússia. Va ser un dels països fundadors de la cooperació del Consell Àrtic el 1996. Es planeja renegociar el tractat de 1951 amb els Estats Units, amb una participació directa del govern groenlandès, i s'ha proposat que la base Thule es converteixi en una estació de vigilància i seguiment de satèl·lits controlada per les Nacions Unides.
La tecnologia moderna ha fet de Groenlàndia un territori molt més accessible. No obstant això, la capital, Nuuk, encara manca d'un aeroport internacional. Les primeres emissions televisives se'n van realitzar el 1982.
El 2008 va celebrar un referèndum sobre l'autogovern, aprovat pel 75% de la població, mitjançant el qual ampliava el seu autogovern amb la incorporació de noves competències.